# Tabla de dos ruedas autoequilibrada

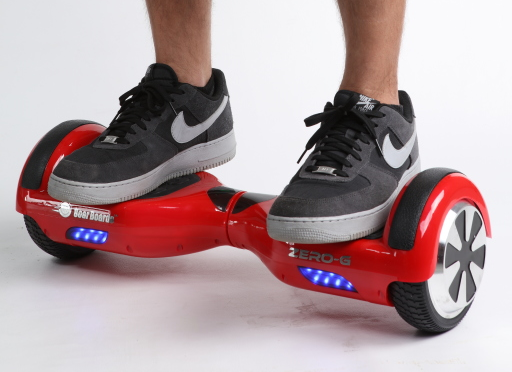

Una tabla de dos ruedas autoequilibrada, aeropatín  o tabla flotante (también conocida como por su denominación en inglés hoverboard rodante, smartweel e incluso como patín eléctrico o patineta autoequilibrada) es un vehículo de batería recargable portátil. Consta de dos ruedas unidas por dos pequeñas plataformas, las cuales cuentan con un mecanismo de equilibrio interno, sobre las cuales el usuario está parado. El dispositivo está controlado por los pies del usuario a través de sensores y de un sistema giroscópico integrado en las plataformas.
El vehículo fue lanzado en China y comenzó a popularizarse en los Estados Unidos después de que numerosas celebridades fueran vistas usando el dispositivo en el año 2015.
No hay ningún nombre universalmente aceptado para el dispositivo, ya que sus varios nombres son atribuibles a las empresas que distribuyen el producto y no a sus fabricantes chinos.
A diferencia de los verdaderos hoverboard, inspirados en la tabla flotante (abreviadamente flotabla) de las películas Regreso al futuro II y Regreso al futuro III, estos dispositivos tienen dos ruedas y un giroscopio para mantener el equilibrio, pero no una perilla de manejo como sus antecesores los Segway. Para mantenerse equilibrado, se controla el movimiento de la tabla con los pies. Se apoya adelante presionando con los dedos de los pies para avanzar. Para retroceder, se apoya atrás con los talones. Para cruzar, a la derecha se apoya adelante con el pie izquierdo y atrás con el derecho. Internamente, la tabla tiene un motor en cada rueda y sensores para detectar el apoyo adelante o atrás. Esta información es enviada a un controlador el cual envía órdenes al giroscopio y a los motores, lo cual se traduce en un movimiento equilibrado.

## Incidentes
En diciembre de 2015, un joven de 15 años murió arrollado por un autobús después de caerse de una tabla equilibrada. Un testigo indicó que el joven no parecía seguro en el uso de la tabla y terminó avanzando hasta cruzarse con el bus.
En el 2018 el número de niños heridos por los hoverboards se ha incrementado un 50%,  se recomienda  tomen precaución y sean mayores de 18 años los que la utilicen, ya que para su manejo es necesario mantener mucho el equilibrio.
En cuanto a las baterías, se han presentado problemas de combustión en tablas almacenadas en depósitos y en casas por lo que varias líneas aéreas han prohibido el transporte de estos dispositivos por avión. El problema ocurre debido a un inadecuado almacenaje de las baterías.
La tienda en línea Amazon.com en el Reino Unido retiró las tablas autoequilibradas de su catálogo, exhorta a sus clientes a llevar las tablas adquiridas a puntos de reciclaje y propone rembolsarlos.